# Réseau interurbain de la Manche
Le réseau interurbain de la Manche, anciennement Manéo, désigne les lignes d'autocars interurbains du département de la Manche.
Dans le cadre de la loi NOTRe, les régions ont récupéré la compétence transport aux départements. Depuis le 1er janvier 2020, ces lignes font partie du réseau régional unique Nomad.

## Le réseau

Ancien logo Manéo.

En juillet 2012, le réseau Manéo a été totalement refondu. Ainsi, seules les 13 lignes les plus utilisées sont conservées (ce qui forme le réseau Manéo express) et il en va de même pour les lignes estivales. Les trajets restants sont plus directs et donc plus rapides pour atteindre l'objectif qui est de maximum 30 % de temps supplémentaire par rapport à un véhicule individuel. Il y a en moyenne trois allers-retours le matin et le soir avec également des services en milieu de journée.
Au 1er septembre 2022, le réseau se compose de 9 lignes héritées des lignes Manéo Express non transférées à la communauté d'agglomération du Cotentin, dont la numérotation est modifiée à cette date,.
- Ligne 301 : Carentan-les-Marais - Cherbourg-en-Cotentin
- Ligne 302 : Carentan-les-Marais - Saint-Lô
- Ligne 303 : Valognes - Coutances
- Ligne 304 : Vire-Normandie - Saint-Lô
- Ligne 305 : Lison - Granville
- Ligne 306 : Avranches - Saint-Lô
- Ligne 307 : Granville - Avranches
- Ligne 308 : Granville - Le Mont-Saint-Michel
- Ligne 309 : Vire-Normandie - Avranches

## Tarification
Les zones tarifaires établies en 2007 ont été supprimées en septembre 2009. Depuis cette date, le département de la Manche a une tarification unique :
- Billet unité : 2,30 €
- Carte 12 trajets : 23 €
- Pass TEMPO hebdomadaire, mensuel, trimestriel, annuel
  - Pour les Pass TEMPO: réduction de 50 % pour les moins  de 26 ans et prise en charge de 50 % par les employeurs

### Cartes
1. ↑  « Carte du réseau Nomad », sur normandie.fr.